# Rozita Sokou
Rosita Sokou (în greacă Ροζίτα Σώκου; n. 9 septembrie 1923, Atena, Regatul Greciei – d. 14 decembrie 2021, Athena⁠(d)) a fost o jurnalistă, autoare, dramaturgă și traducătoare de origine greacă. A fost una dintre primele jurnaliste din Grecia și și-a început cariera ca critic de film în 1946. S-a mutat în Roma după ce s-a măritat cu un jurnalist și autor italian, Manlio Maradei. Având dificultăți cu viața și cariera în Italia, s-a întors în Grecia împreună cu fiica ei pentru a-și relua munca. Din 1977-1983 a devenit o celebritate ca parte a show-ului „Na I Efkeria”. În 1992-1993 a devenit gazda propriului show televizat numit „Vizitatori noaptea” pe canalul New Channel. A lucrat ca traducătoare pentru numeroși autori. A fost de asemenea implicată în teatru și a scris piese și adaptări. De asemenea, a scris cărți. A câștigat premii din partea Guvernului Franței și a Greciei pentru jurnalism.

## Începutul vieții și studiile
Tatăl ei, Georgios Sokos, a fost un jurnalist, editor și dramaturg din Aitoliko care a murit la vârsta de 44 de ani, cu puțin înainte să înceapă războiul. Mama ei Titika Michailidou este originară din İzmir. Rosita-Maria-Zoe (numele ei complet) s-a născut în Plaka, Atena, pe 9 septembrie 1923 și a copilărit în Psychiko. Bunicul ei, Fotis Michailidis, a fost un fan de teatru și cinema și a făcut-o să vadă toate filmele și piesele de teatru disponibile săptămânal și Rosita a început să scrie recenzii când era la liceu. A urmat cursurile Școlii de Stat de Arte Frumoase pe care abandonat-o pentru a studia cu pictorul Yannis Tsarouchis, care a descurajat-o mai târziu să devină pictoriță.

## Cariera didactică
În ultimii ani a predat istoria teatrului la școala de teatru „Melissa” înființată de Elda Panopoulou și la Școala de Teatru Piraeus Union. Nu a predat atât o istorie formală, cea din cărți, cât experiențele ei din culisele teatrului grecesc și artiștii acestuia, alături de care a trăit.

## Premii
A primit medalia „Chevalier de l' Ordre des Arts et des Lettres” din partea Guvernului Franței (1986) și a fost premiată de Fundația Botsis pentru contribuția ei la jurnalismul din Grecia.